# Squaliolus laticaudus
El tollo pigmeo espinudo (Squaliolus laticaudus) es una especie de tiburón de la familia Dalatiidae, que habita a lo largo de todos los océanos. Tiene una longitud máxima de 28 cm, lo que lo convierte en uno de los tiburones no extinguidos más pequeños. Tiene un cuerpo esbelto en forma de cigarrillo con un hocico de forma cónica, una aleta dorsal larga pero baja y una aleta caudal casi simétrica. Su color va de marrón oscuro a negro.